# Crocallis solitaria
Crocallis solitaria är en fjärilsart som beskrevs av Fuchs 1910. Crocallis solitaria ingår i släktet Crocallis och familjen mätare. Inga underarter finns listade i Catalogue of Life.